# GIPL

Газопровід GIPL (жовтим кольором) на мапі системи магістральних газопроводів Литви.

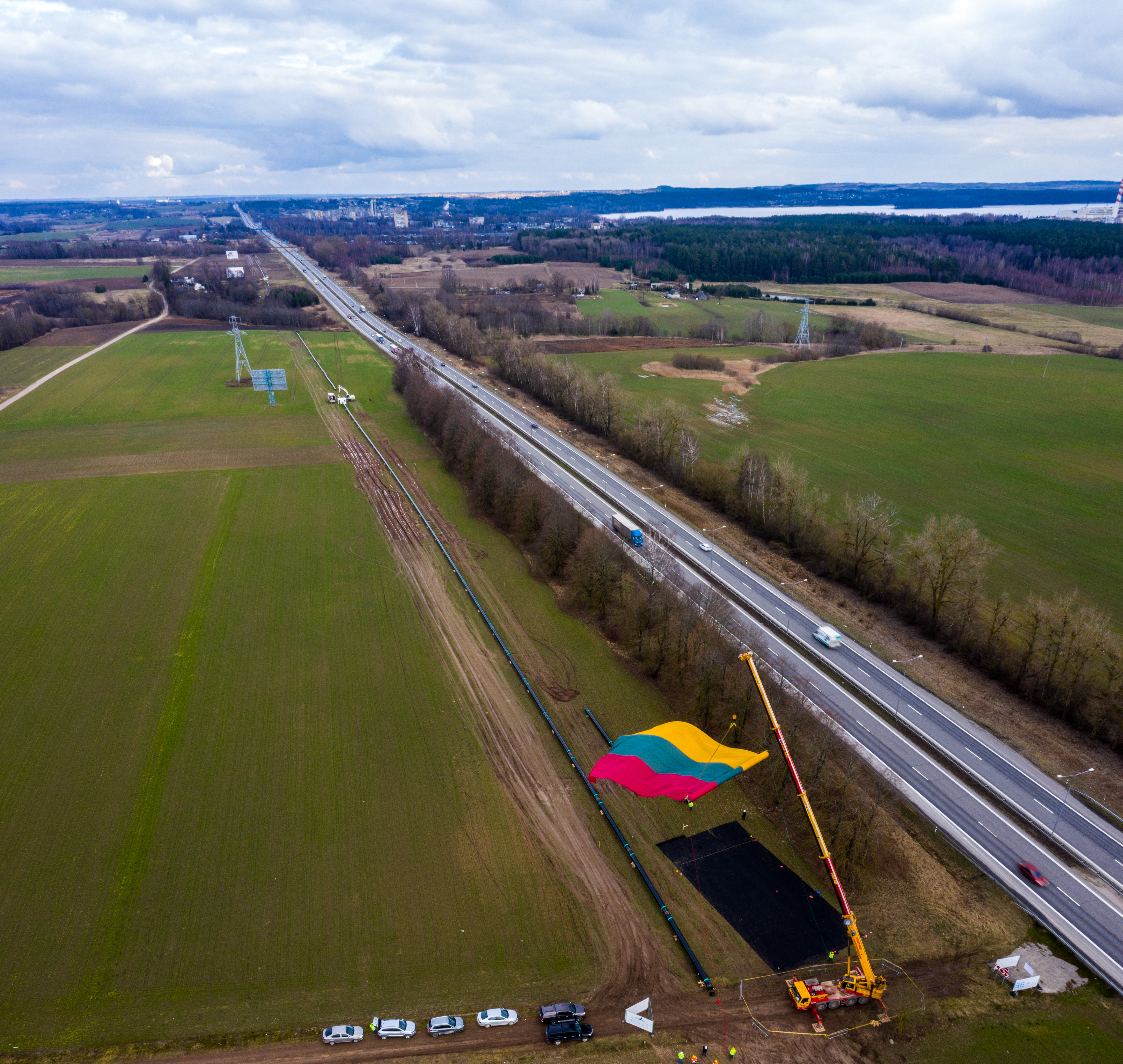
Будівельні роботи на трубопроводі, 2020

GIPL (англ. Gas Interconnection Poland-Lithuania, лит. Lietuvos-Lenkijos dujotiekis, пол. Gazociąg Polska-Litwa) — газопровід, побудований між Польщею та Литвою. Запущений у промислову експлуатацію та розпочав роботу 1 травня 2022 року Побудова газопроводу мала на меті збільшити енергетичну безпеку Європейського Союзу, приєднавши країни Балтії до загального газового ринку ЄС. Успішна реалізації цього проєкту припинила енергетичну ізоляцію Литви, Латвії та Естонії від інших країн ЄС, дозволила їм диверсифікувати поставки газу. Вартість проєкту становила 558 мільйонів євро. Загальний обсяг інвестицій у проєкт становив близько 500 млн євро, Євросоюз профінансував його на 60%. Разом із литовською компанією Amber Grid проєкт реалізувала польська компанія Gaz-System. Протяжність газопроводу налічує 534 кілометри. Завершити будівництво планувалось наприкінці 2019 року. Завершено та введено в дію газопровід 
5 травня 2022 пройшла офіційна церемонія введення в дію газопроводу GIPL між Литвою та Польщею 